# Hertigdömet Salzburg
Hertigdömet Salzburg var ett kronland i Österrike-Ungern åren 1849-1918.
Det begränsas i norr av ärkehertigdömet Österrike och Bayern, i väster av Tyrolen, i söder av Tyrolen och Kärnten, i öster av Steiermark och ärkehertigdömet Österrike. Salzburg, som endast till en obetydlig del utgör en fortsättning av den bayerska högslätten, var ett alpland, uppfyllt i söder av Hohe Tauern, vars högsta spetsar var Dreiherrnspitz (3 505 meter), Wiesbachhorn (3 570 meter), Grossvenediger (3 660 meter) och Grossglockner (3 798 meter), i norr av Salzburgkalkalperna med den 2 938 meter höga Hochkönig och i öster av Tennengebirge, som i Raucheck nådde 2 428 meter höjd.
Landet var öppet endast mot nordnordöst, där Salzach, dess huvudflod, tränger fram mellan bergen och bildar en på vissa sträckor fruktbar dalgång, vars övre del kallas Pinzgau, den mellersta Pongau och den nedre Salzachgau. övriga vattendrag var Saalach, den förras biflod, samt Enns och Mur, som båda flyta in i Steiermark.
Bland de många alpsjöarna märktes Zellsjön, som har en längd av 9 kilometer. och en bredd av 2 kilometer. Av de varma mineralkällorna var de vid Gastein mest bekanta. Med de vilda bergsklyftorna och passen vid Liechtenstein-Klamm, Kitzloch, Lueg med flera ställen erbjöd landet storartade naturscenerier.
Klimatet var rått, med riklig nederbörd och 8° årsmedeltemperatur i Salzburg samt därför föga lämpligt för jordbruk. Endast 9,2 procent av jorden var odlad till åker, och säd måste årligen införas. Vinodling förekommer, dock i ringa grad; däremot är fruktodlingen ganska betydande. Skogarna upptog 32,4 procent av arealen, ängar och betesmarker 34 procent, på grund varav boskapsskötseln var hertigdömets huvudnäring. Av framstående betydelse var även bergsbruket och ännu mer salinerna, som 1910 lämnade 15 600 ton koksalt och 12 700 ton industrisalt med ett värde av 3,25 miljoner österrikiska kronor; riklig tillgång på marmor finnes i Untersberg, varjämte förekomma järn, koppar, nickel, kobolt och arsenik.
Industrin var däremot föga utvecklad; bortsett från fabrikerna i staden Salzberg produceras huvudsakligen trävaror, pappersmassa, glas och öl, varjämte i Hallein finnes en statstobaksfabrik. Handel och samfärdsel understödas av goda kommunikationer. Utom en mängd landsvägar och ångbåtsförbindelser på Salzach ägde landet 418 kilometer järnvägar, varav en huvudlinje, som följer Salzachs dal och därifrån går över till Ennsdalen, med bibanor till dalarna åt norr och söder.
För undervisningen var sörjt utom genom de anstalter, som fanns i huvudstaden, genom en yrkesskola för trä- och stenarbeten i Hallein och omkring 200 folk- och borgarskolor. Befolkningen, som 1913 beräknades till 221 300 invånare, var uteslutande tysk. Med undantag av
1,2 procent (protestanter) var invånarna romerska katoliker och lyda under ärkestiftet Salzburg. I administrativt hänseende delas hertigdömet i 5 bezirke (Salzburg, Hallein, S:t Johann, Tamsweg, Zell am See) samt den självständiga staden Salzburg, dit huvudstyrelsen för landets förvaltning är förlagd.
Representationen (lantdag) bestod av 38 medlemmar; till österrikiska riksrådets andra kammare sändas 7 representanter. Hertigdömets trupper löd under generalkommandot i Wien. Dess vapen är en på längden delad sköld med ett upprättstående svart lejon till höger i gyllene fält och till vänster en silvertvärbjälke i rött fält.

## Källa
Den här artikeln är helt eller delvis baserad på material från Nordisk familjebok, Salzberg, 1904–1926.